# Liquidambar styraciflua
Copalme d'Amérique
Espèce
Classification phylogénétique
Statut de conservation UICN

 LC  : Préoccupation mineure
Le copalme d'Amérique ou Liquidambar (Liquidambar styraciflua) est une espèce d'arbres qui appartient maintenant à la famille des Altingiacées, auparavant classé dans la famille des Hamamelidacées.

## Habitat

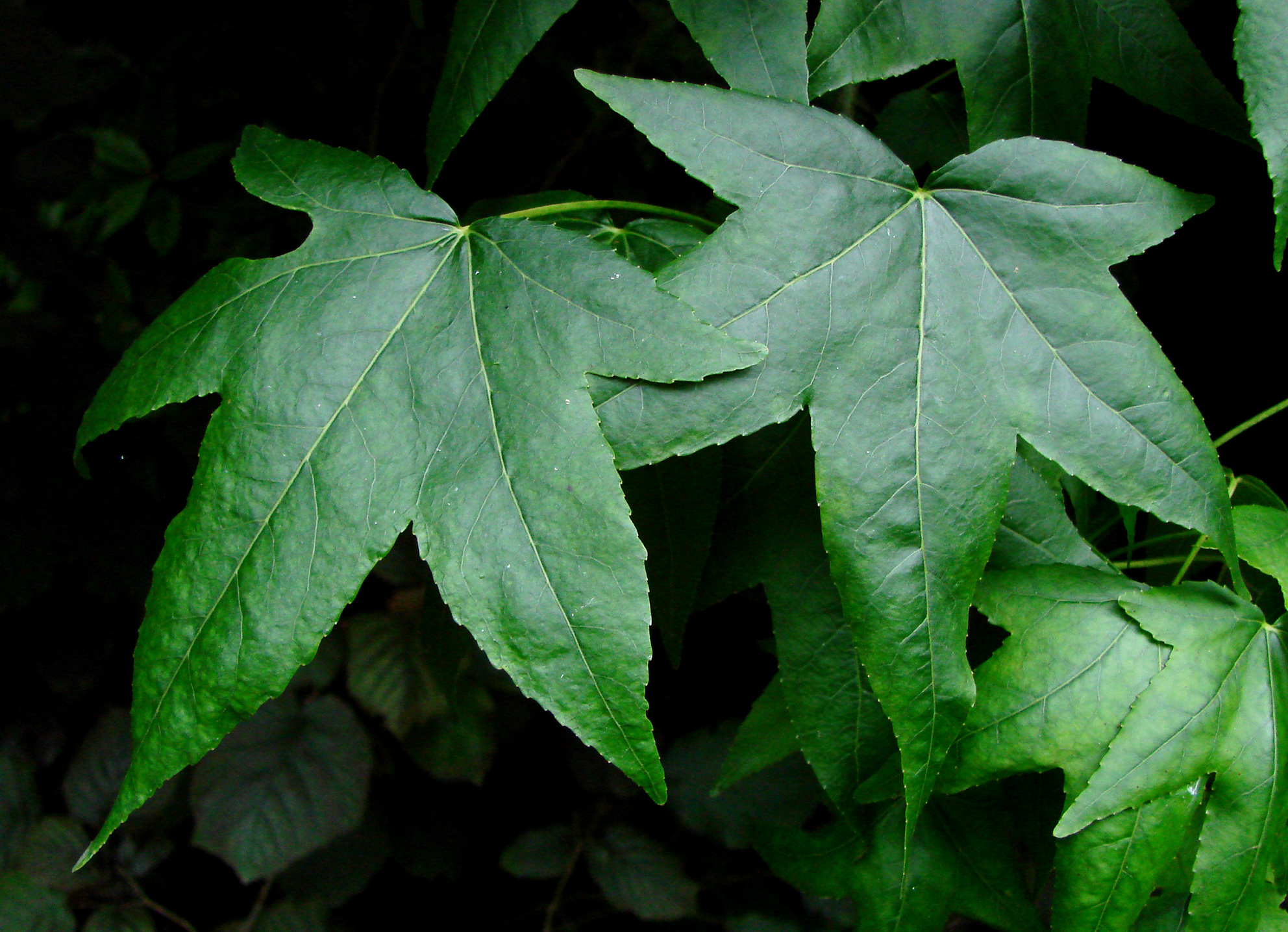
Feuilles palmées.

L’arbre est originaire de l’est de l’Amérique du Nord. Présent le long des rives du Mississippi et de la rivière Ohio, il pousse également de l’État de New York jusqu’en Floride. Il grandit de préférence sur des terrains alluviaux de qualité, bien éclairés, où il partage son aire de répartition avec des chênes et des peupliers. Il n’apprécie pas les terrains marécageux ni les terres trop calcaires et trop sèches. L’arbre a été introduit en Europe vers 1681, où on le cultive par exemple comme arbre d’ornement jusqu’en Ukraine.

## Description

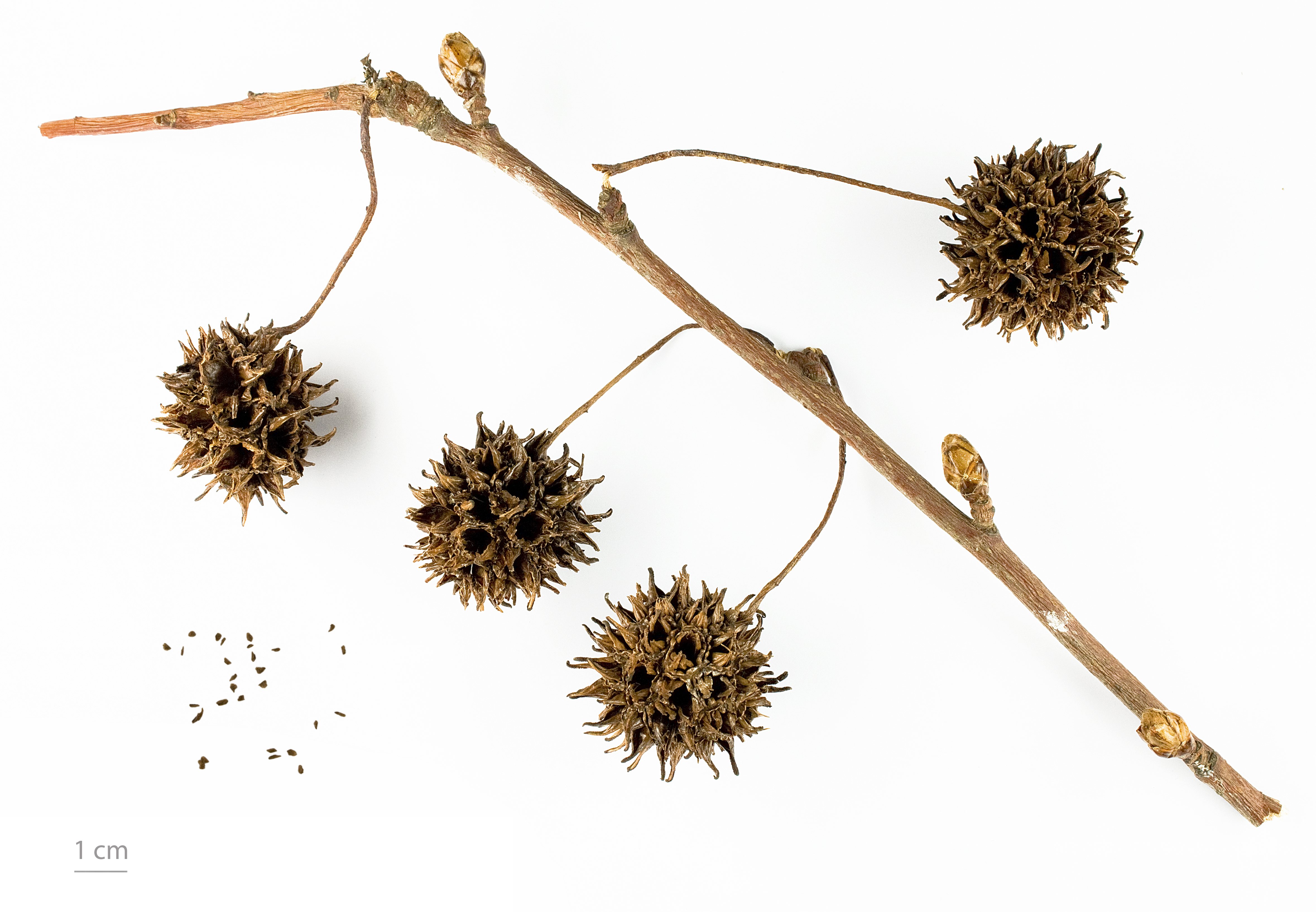
Liquidambar styraciflua - Muséum d'histoire naturelle de Toulouse

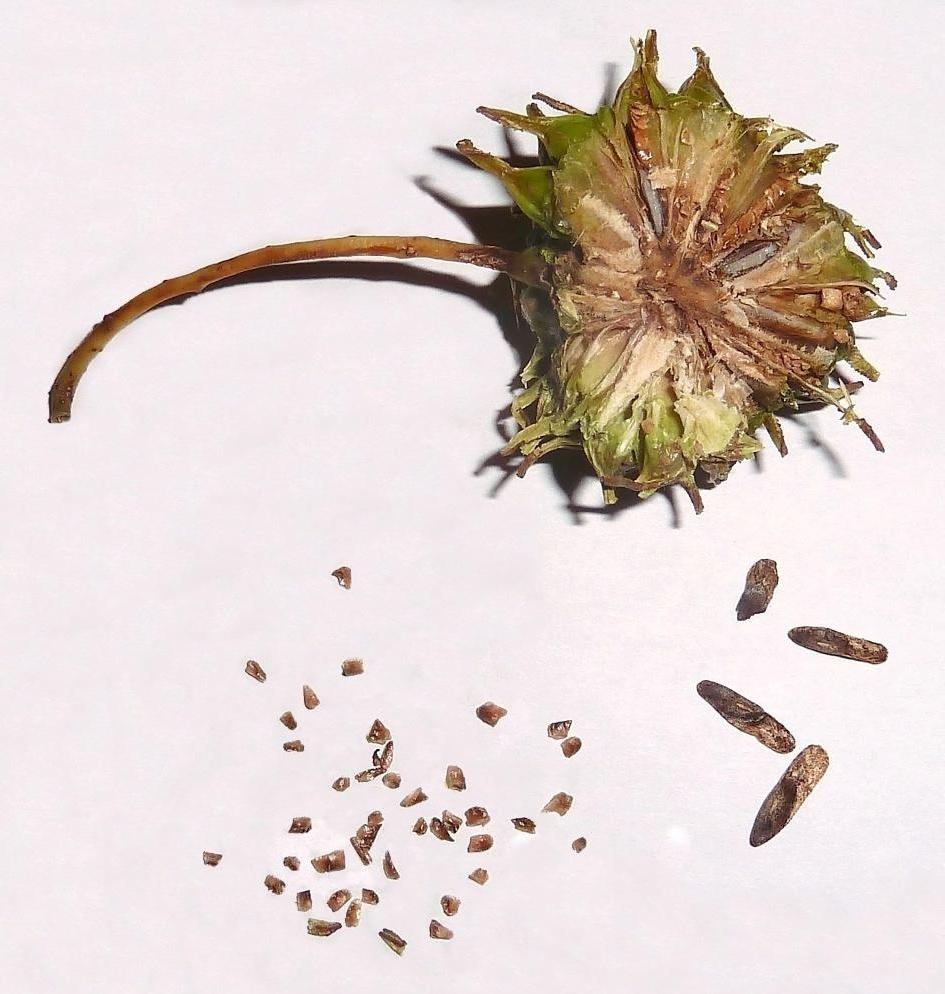
Les graines ailées s'échappent des capsules du fruit dès qu'il arrive à maturité. Il vaut donc mieux le récolter au moment où il passe du vert au brun pour être sur de pouvoir récupérer les graines. A gauche, on distingue la "sciure" résultant de l'avortement de nombreuses graines ailées.

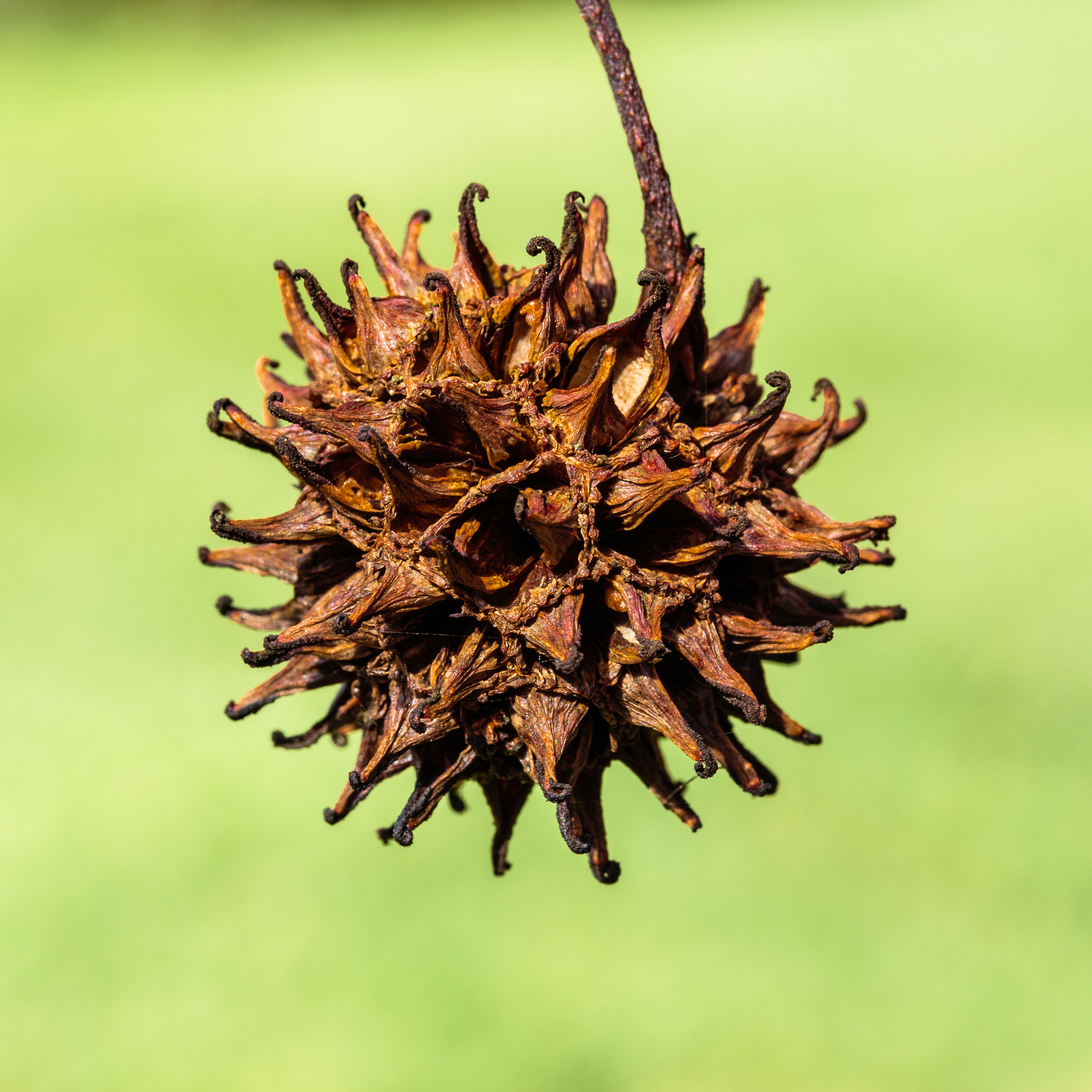
Fruit d'un Liquidambar styraciflua.

Le Liquidambar a une hauteur moyenne allant de 25 à 35 mètres pour un diamètre pouvant atteindre 1 mètre à l’âge de 200 à 300 ans. Il a une cime irrégulière de forme ovale. Il a une croissance vigoureuse et peut donner ses premiers fruits vers 25 ans. L'écorce est brun foncé avec des crevasses subéreuses (lignes de liège). Il est souvent cultivé sous forme de baliveau. Son bois brun-rouge est précieux et ressemble à celui du noyer.

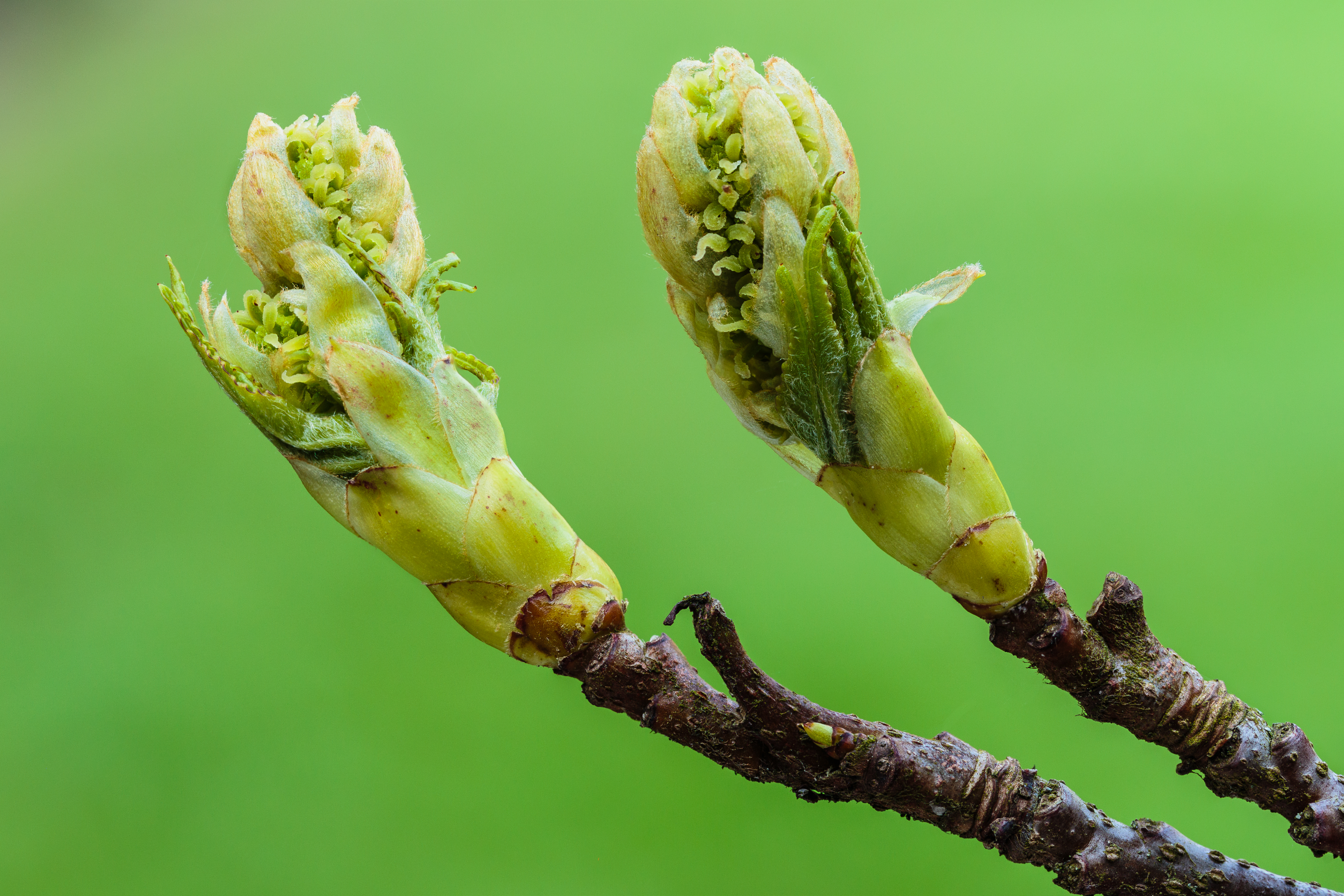
Feuilles et boutons floraux en développement d'un liquidambar (Liquidambar styraciflua).

Les feuilles (10 à 18 cm de long) sont palmatilobées, simples, en formes d’étoiles, avec des nervures palmées, elles peuvent comporter 5 à 7 lobes triangulaires finement dentés. Elles prennent une couleur rouge puis pourpre très caractéristique à l'automne.
Le fruit, ressemblant à celui du platane, est une boule hérissée pendante de 2 à 3 cm de diamètre composée d'une cinquantaine de capsules bilobées contenant chacune deux graines ailées de 5 mm de long. Les capsules s'ouvrent à maturité en fin d'automne laissant rapidement s'échapper les graines ailées. De nombreuses graines ailées avortent et produisent une poudre ressemblant à de la sciure s'échappant du fruit lorsqu'on le secoue.

## Utilisation

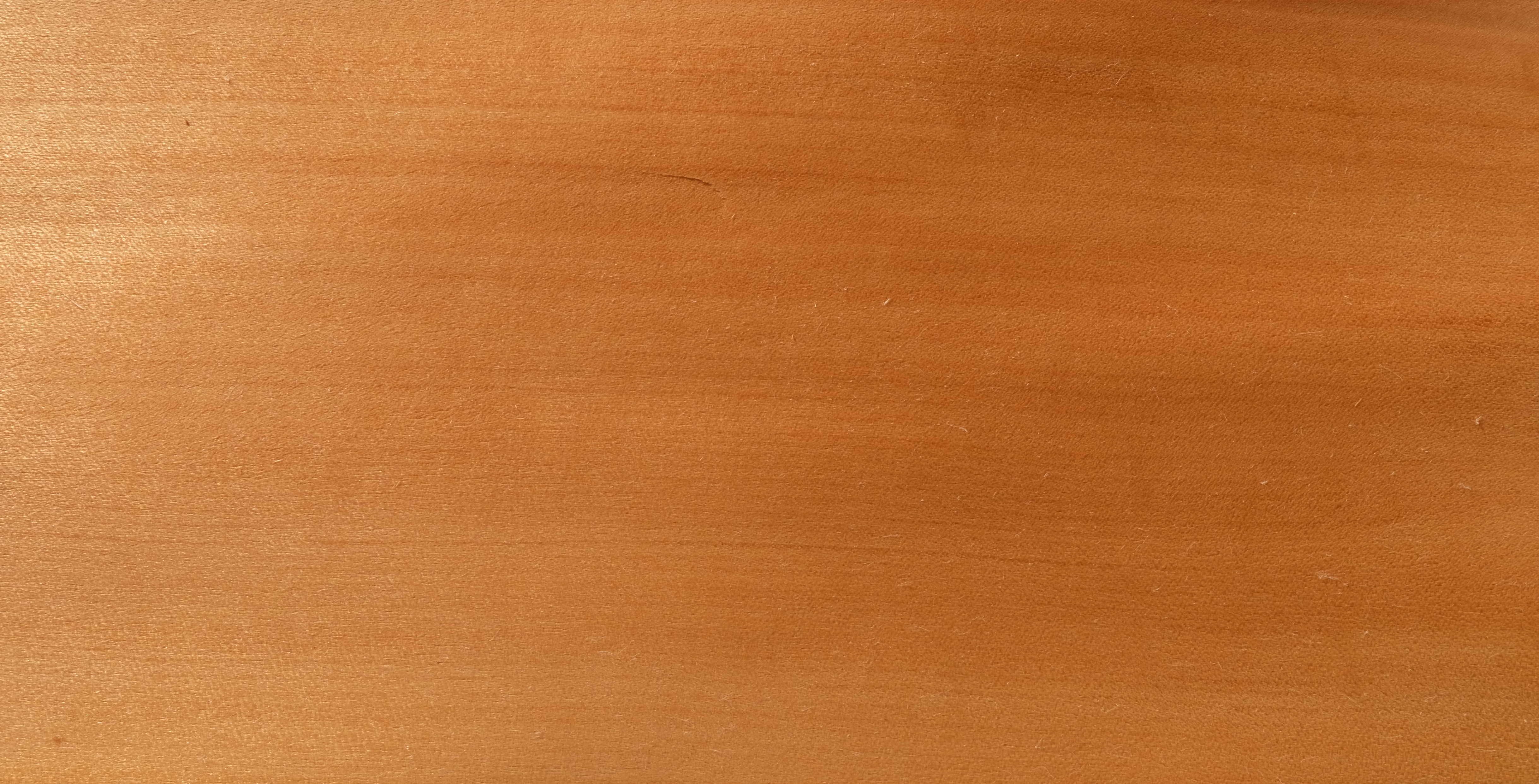
Planche de copalme d'Amérique.

Vu la qualité et l’aspect de son bois, on l’utilise pour en faire du mobilier dans le domaine de l’ébénisterie. On extrait de son bois et de ses fruits un ambre liquide nommé « Baume de liquidambar ». Celui-ci était utilisé comme gomme à mâcher par les Indiens Cherokees, ainsi qu'en médecine traditionnelle, notamment pour traiter les sciatiques - mais la qualité de ce baume est surpassée par bien d'autres produits du même type et ces utilisations sont aujourd'hui tombées en désuétude.